# Limnocletodes mucronatus
Limnocletodes mucronatus is een eenoogkreeftjessoort uit de familie van de Cletodidae. De wetenschappelijke naam van de soort is voor het eerst geldig gepubliceerd in 1998 door Gee.